# Pit Reimers
Pit Reimers (* 7. November 1983 in Hamburg) ist ein deutscher Fußballtrainer. Zuvor war er 17 Jahre im Nachwuchs des Hamburger SV tätig und wurde mit der zweiten Mannschaft einmal Vizemeister in der Regionalliga Nord.

## Karriere
Pit Reimers, der in Hamburg geboren wurde und für den SV Blankenese spielte, kam 2007 in die Nachwuchsakademie des Hamburger SV und war dabei sowohl Trainer der U12 als auch Co-Trainer der U15. In der Folge trainierte er die U17, bevor er zum Cheftrainer der zweiten Mannschaft befördert wurde. Mit dieser wurde Reimers 2023 mit 75 Punkten – die historisch beste Punktzahl – Vizemeister in der Regionalliga Nord. Aufgrund dessen hatte der Norddeutsche Fußballverband ihn zum Trainer der Saison gekürt. Nach seinem Rücktritt als Trainer der zweiten Mannschaft war Pit Reimers Scout. Im September 2024 wurde er Trainer des Drittligisten VfL Osnabrück. Am 10. Dezember 2024 folgte bereits wieder die Trennung.